# Zbigniew Pronaszko
Zbigniew Pronaszko (Derebchyn, 27 maggio 1885 – Cracovia, 8 febbraio 1958) è stato un pittore polacco.

## Biografia
Studiò presso l'Accademia di Belle Arti di Cracovia. Nel 1917, insieme al fratello Andrzejem Pronaszko e Tytusem Czyżewskim formarono un gruppo artistico espressionista polacco. Negli anni 1919-1920 lavorò per il teatro "Reduta" come designer, e nel 1925-1926 per il Teatru im. Wojciecha Bogusławskiego w Warszawie. Ha partecipato a tutte le esposizioni ufficiali internazionali dell'arte polacca. Dal 1945 fu professore dell'Accademia di Belle Arti di Cracovia.
Il suo lavoro è legato alla pittura e all'espressionismo. Nel 1954, al 10º anniversario della Repubblica popolare polacca ha ricevuto la Croce di Commendatore dell'Ordine della Polonia restituta. Nel 1949, il presidente polacco Bolesław Bierut gli ha dato l'Ordine della Bandiera del lavoro.